# Flogios
Flogios fue, en la mitología romana, un hijo de Deimaco y hermano de Deileonte y Autólico. Flogios acompañó a Hércules en la expedición contra las amazonas y se unió después a Jasón y los argonautas. En el libro V de las Agronáuticas, Flogios acompaña a Ergino y navegan junto a la costa del Ponto y avistan el Cáucaso donde avistan las tumbas de Frixo y Hele.